# Wapen van Franche-Comté

Wapen Franche-Comté (1280-)

Middeleeuwse wapen Franche-Comté (1156-1280)

Het wapen van Franche-Comté was van azuur, bezaaid met blokjes van goud, met daar overheen een leeuw van goud, geklauwd en getongd van keel.
De Franche-Comté (letterlijk allodiaal graafschap) was een zelfstandig rijkje tot in 1155, toen het werd geërfd door Frederik I Barbarossa uit het huis Hohenstaufen.  Daarna is het verschillende malen in andere handen overgegaan, totdat het in 1678 definitief bij Frankrijk werd gevoegd. Sinds ongeveer 1286 is het wapen in grote mate gelijk gebleven.